# 孔繁灝
孔 繁灝（こう はんこう、1804年 - 1860年）は、孔子の74代目の嫡孫。字は文淵、号は伯海。
山東省曲阜出身。父は衍聖公孔慶鎔。母は畢沅の娘の畢懐珠。妻は畢沅の子の畢鄂珠の娘の畢景恒。1841年に衍聖公を襲爵。1851年、咸豊帝が即位すると北京に慶賀のために赴き、『朱子全書』『淵鑑類函』『歴代通鑑輯覽』など32種の書物と咸豊帝自ら筆を執った「徳斉万載」の扁額を賜った。同年に太平天国の乱が発生すると、積極的に寄付を行い清朝を援助した。1854年、咸豊帝が太学で孔子を祀る祭典を行うとそれに列席して、太子太保と詩章を賜った。同年に捻軍が曲阜に迫ると、防衛に努めた。1860年、捻軍が再び山東省に入ると曲阜県民広沅昌らがその機に孔府を襲撃した。同時に宋継鵬率いる白蓮教徒数万人が鄒県で蜂起し、鄒県・泗水・曲阜を往来するようになった。孔繁灝は山東巡撫・兗州総兵に白蓮教徒の反乱の状況を詳細に報告して鎮圧を求めるとともに、団練を組織して自衛にあたった。同年、死去。端恪の諡号が贈られた。